# Cattedrale di San Paolo (Tirana)
La cattedrale di San Paolo (Katedralja e Shën Palit in albanese) è la cattedrale cattolica dell'arcidiocesi di Tirana-Durazzo e si trova in Boulevard Zhan D'Ark (Giovanna d'Arco) nel centro della città di Tirana, in Albania. 
La struttura, terminata nel 2001 di aspetto moderno e a pianta triangolare, ha una suggestiva vetrata raffigurante Papa Giovanni Paolo II e Madre Teresa di Calcutta.
È stata consacrata il 26 gennaio 2002 e visitata da papa Francesco il 21 settembre 2014, durante il viaggio apostolico del Pontefice in Albania.